# M5トラクター
M5トラクター（M5 Tractor）は、アメリカ合衆国で開発された砲兵トラクターである。アメリカ軍における制式名称はM5 High-Speed Tractor（M5高速牽引車）、また、陸上自衛隊では13tけん引車 M5の制式名称で運用した。

## 概要
第1次世界大戦の戦訓から、アメリカ軍は陸上戦力の機動力向上の一環として砲兵の機動力を向上させる事が重要であると結論し、そのために必要な装備の開発と配備を計画した。その実施は戦間期の軍縮による予算の抑制から停滞していたが、第二次世界大戦の勃発により軍備の拡大が急務となり、野戦砲の大口径化（必然的に大重量化する）が進んでいる状況に対処するため、砲の自走化（自走砲化）に加えて牽引砲であっても移動手段は馬による牽引から砲牽引車によるものへと移行することが必要とされ、砲兵用高速牽引車の開発が求められた。
それら高速牽引車はその目的により7 / 13 / 18 / 38 トンの車重が必要であると結論づけられ、このうち13トンの車格を持ち150mmクラスの重砲を牽引して機甲部隊に追随することが可能な高速牽引車として開発されたのが本車である。
当初この目的のためには"T13"の名称で、25,000 ポンド（約 11.34 トン）の車重を持つ、M3軽戦車の車台とサスペンションおよびエンジンを共用したものが1942年より開発されていたが、T13の開発計画は更に能力を向上させたものへと発展し、発展型の車両は「M5 HSP」の名称で1942年10月に制式化された。
M5はG162の供給カタログ指定番号が与えられ、生産はインターナショナル・ハーベスター社が担当して1943年5月-1945年5月にかけ生産された。
第二次世界大戦の後には朝鮮戦争でも用いられ、アメリカ軍においては比較的早期に運用が終了したが、陸上自衛隊やオーストラリア、パキスタン国軍など、アメリカの同盟国を始めとした諸国に供与・売却され、それらの国では戦後も長らく運用された。

## 特徴
M5は主にM101 105mm榴弾砲、M59 155mmカノン砲などを牽引し、同時に操作人員、弾薬も運搬する。
後半部分のみ鋼鈑製の天井をもつ半開放式キャビン方式の車両で、開放部には状況に応じて幌が取り付けられる。キャビンの上部には輪状（リングマウント）式のM49機銃架を装備するが、基本的に非戦闘車両であり、自衛のための火器のみを装備する。
最大 8.23 トンの牽引力を持ち、火砲の牽引用に牽引具を装備する他、車体前面にはウィンチ（最大牽引力 7.7 トン）を装備している。

## 陸上自衛隊における運用
日本の陸上自衛隊では155mmりゅう弾砲M1及び155mm加農砲M2の牽引用として、M1/M2を装備する特科部隊に13tけん引車 M5として配備された。
アメリカ軍により第二次世界大戦で使用された車両のために状態が悪いものが多く、供与された後にまずオーバーホールが必要であったが、アメリカ製の軍用車両に見られる合理的な設計はオーバーホールを請け負った三菱重工業共々、創設間もない陸上自衛隊にとって以後の国産装軌車両開発にあたり大いに参考となったという。旧式化しつつある車両のために予備部品の調達が困難であり、稼働率の維持に苦労したりと難点も多かったものの、中央観閲式にも毎回登場し、自衛隊の装備としてはメジャーな車両であった。
1953年にM4 HST（高速牽引車）と合わせて17両が供与され、以後順次供与・配備が進められている。1970年代に入り後継の73式けん引車の配備に伴い、73式に更新される形で退役した。

## 各型
※陸上自衛隊においてはM5とM5A1が混在していたが、両者は特に区別されることなく「13tけん引車 M5」として使用されていた。
T21
試作型。開放式キャビンを持つ。
M5
基本型。最初の量産型。初期の生産車はキャビン後半部の鋼製天板及びM49リングマウントがなく、全開放式キャビンとなっている。　　
M5A1
改良型。キャビンがM4高速牽引車のものに類似した全鋼製のものとなり、操縦士席も左側配置となっている。589両生産。
M5A2
M5の懸架装置を垂直懸架式（VVSS）から水平懸架式（HVSS）に変更した型。
M5A3
M5A1の懸架装置を垂直懸架式（VVSS）から水平懸架式（HVSS）に変更した型。
M5A4
前線から回収され、オーバーホールのために後送された初期生産型車両を改修し、懸架装置を水平式懸架装置（HVSS）に換装した改修型。アメリカ軍において第二次世界大戦後も継続して使用されたM5及びM5A2は順次A4型に改修されている。
原型車との外観上の差異は、履帯が拡幅アダプター付きのものに統一されていること、それに伴いフェンダーが拡幅され、拡幅部上に収納箱が増設されていることである。

## 諸元
※M5、陸上自衛隊仕様のもの
- 全長：4,850mm
- 全幅：2,540mm
- 全高：2,640mm
- 乗員：11名
- 総重量：12,950kg
- 行動距離：242km
- 最高速度：48.5km/h
- 牽引能力：9t
- エンジン：コンチネンタル社製 R6572 空冷V型6気筒ガソリン
- 出力：207ps/2900rpm
- 武装：12.7mm重機関銃M2 1丁

## 登場作品
陸上自衛隊の車両は『ゴジラ』を始めとした特撮映画に使用され、実写映像に登場している
。
海外ではアメリカ軍その他から退役して民間に放出された車両がコレクターによって個人所有されている他、放出車両の車体部分のみを使用してレプリカ車両として改造されたものがあり、日本の九五式軽戦車を模したものが『ウインドトーカーズ（原題：Windtalkers）』（2002年）、『硫黄島からの手紙（英題：Letters from Iwo Jima）』（2006年）などに登場している。